# Лысица (Архангельская область)
Лысица — деревня в Холмогорском районе Архангельской области. Входит в состав сельского поселения МО «Емецкое». 
Деревня Лысица — часть села Хоробрица. Находится на левом берегу Северной Двины. Остановочный пункт Хоробрица находится в 184 км от Архангельска по реке. По деревне протекает ручей Патов, впадающий в реку Пяжма. Западнее деревни находится озеро Горское.

## Население
| 2002 | 2010 | 2012 |
| ---- | ---- | ---- |
| 34   | ↘25  | ↗39  |

Численность населения деревни, по данным Всероссийской переписи населения 2010 года, составляла 25 человек. В 2009 году числилось 34 человека.

### Карты
- [web.archive.org/web/20100223225813/mapp37.narod.ru/map1/index023.html P-37-23,24. Емецк]
- Топографическая карта Хоробрицы
- Лысица на карте Wikimapia
- Лысица. Публичная кадастровая карта